# Siegbahn
Siegbahn är en svensk släkt. Den 31 december 2013 var 35 personer med namnet Siegbahn bosatta i Sverige.

## Personer med efternamnet Siegbahn
- Bo Siegbahn (1915–2008), ambassadör, politiker och författare
- Gotthard Siegbahn (1843–1885), teckningslärare, målare och  tecknare
- Kai Siegbahn (1918–2007), fysiker och nobelpristagare
- Manne Siegbahn (1886–1978), fysiker och nobelpristagare
- Per Siegbahn (född 1945), teoretisk fysiker

## Släktträd i urval
- Manne Siegbahn (1886–1978), fysiker och nobelpristagare
  - Bo Siegbahn (1915–2008), ambassadör, politiker och författare
  - Kai Siegbahn (1918–2007), fysiker och nobelpristagare
    - Per Siegbahn (född 1945), teoretisk fysiker